# Atakora
Atakora er et departement i Benin. Det ligger i den  nordvestlige del af  landet og grænser til Togo mod vest, Burkina Faso mod nord og til departementerne Alibori mod øst, Borgu mod sydøst og Donga mod syd. Departementet Donga var før 1999 del af Atakora.

## Administrativ inddeling
Atakora er inddelt i ni kommuner. 
1. Boukoumbé
2. Cobly
3. Kérou
4. Kouandé
5. Matéri
6. Natitingou
7. Pehonko
8. Tanguiéta
9. Toucountouna

10°18′00″N 1°22′00″Ø / 10.3°N 1.366667°Ø